# Glow (låt av Nelly Furtado)
Glow är en sång av Nelly Furtado som finns med på hennes tredje album Loose och är det fjärde spåret. Det har ryktats om att det blir en framtida singel, men då är det en remix och med i den är Justin Timberlake och Timbaland.